# Rönnebeck (Sonnenberg)
Rönnebeck ist ein Ortsteil von Sonnenberg im Landkreis Oberhavel in Brandenburg.

## Geschichte
Der Ort wurde als Rennebeke im Jahr 1290 erstmals urkundlich erwähnt. Der Ort hat die Form eines Straßendorfes. Um 1490 war Rönnebeck ein Teil der im Kern reichsunmittelbaren Herrschaft Ruppin unter der Landesherrschaft der Grafen von Lindow-Ruppin. Er war bis 1541 dem Kloster Lindow, danach bis 1764 dem Amt Lindow und schließlich bis 1872 zum Amt Alt-Ruppin zugehörig.
Von 1930 bis 1945 bestand Bahnanschluss durch den Bahnhof an der Verbindungsbahn von der Stechlinseebahn zur Löwenberg-Lindow-Rheinsberger Eisenbahn.
Rönnebeck wurde am 26. Oktober 2003 gemeinsam mit Schulzendorf nach Sonnenberg eingemeindet.
Vorsitzender des Ortsbeirats ist Andreas Feindura.

## Sehenswertes

### Dorfkirche
Die Dorfkirche ist eine denkmalgeschützte aus dem 13. Jahrhundert stammende Feldsteinkirche. Sie ist umgeben von einer Feldsteinmauer mit zwei spätgotischen Backsteinportalen.

### Alte Linden
Im Bereich der alten Dorfkirche stehen mehrere, zum Teil als Naturdenkmal ausgewiesene, sehr alte Linden.
Besonders bemerkenswert sind:
Friedhofslinde Rönnebeck
Steht südlich der Kirche in der Friedhofsmauer. Die einzeln stehende Sommerlinde zeigt einen aufgebrochenen, hohlen Stamm. Trotz der nur noch halbseitig intakten Krone erreicht sie eine Höhe von ca. 20 Metern. Ihr Alter wird auf 400–500 Jahre geschätzt.
Gerichtslinde Rönnebeck
(Naturdenkmal). Steht westlich der Kirche und außerhalb des Kirchhofs vor dem Kirchhofstor. Diese ebenfalls einzeln stehende, als Gerichtslinde bezeichnete Sommerlinde hat auch einen hohlen Stamm mit beidseitigen Öffnungen. Auch sie hat ein geschätztes Alter von 400–500 Jahren.
Kirchenlinde Rönnebeck
(Naturdenkmal). Wird in der Liste der Naturdenkmale als „Alte Linde“ bezeichnet. Sie steht nördlich der Kirche, inmitten des Kirchhofs. Diese, auch alleinstehende, Sommerlinde ist die mächtigste und älteste der drei Linden. Auch ihr Stamm ist halbseitig offen. Bei ihr beträgt das geschätzte Alter 600–800 Jahre. In älteren Publikationen (Ruppiner Heimathefte von 1937) wird sie als die alte Gerichtslinde von Rönnebeck bezeichnet.
Mühlenberg
Der Mühlenberg ist ein Berg, auf dem bis 1940 eine Mühle stand. Heute sieht man fast nichts mehr von der Mühle außer ein paar Teilen. Die Mühle diente damals nur zur Versorgung des Dorfes und wurde von den Bauern im Umkreis mit Getreide beliefert. 